# John Nicholl (juge)
Pour les articles homonymes, voir Nicholl.
Sir John Nicholl (16 mars 1759-26 août 1838) est député et juge gallois. En tant que juge, il est noté "pour son impartialité inflexible et sa grande force et solidité de jugement" .

## Famille
Il est né en 1759, le deuxième fils de John Nicholl de Llan-maes, un petit village près de Llantwit Major au Pays de Galles. Il fait ses études aux écoles de Cowbridge et de Bristol, avant d'entrer au St John's College d'Oxford en 1775. Il obtient un baccalauréat en droit civil en 1780 et un doctorat en droit civil en 1785. Il est admis au barreau en 1785.

## Carrière professionnelle
Il se construit une clientèle importante et le 6 novembre 1798, il succède à Sir William Scott (1er baron Stowell) comme avocat du roi et est fait chevalier comme il est de coutume pour le poste. Dans le cadre de ce poste, Nicholl informe souvent le Conseil privé et le secrétaire d'État du droit international.
En 1802, il est élu au Parlement occupant le siège de Penryn en Cornouailles. Après une brève période en tant que député de Hastings de 1806 à 1807, il est élu au siège de Great Bedwyn et reste député de la circonscription jusqu'à la Réforme parlementaire de 1832, date à laquelle il prend sa retraite . Il est un fervent conservateur tout au long de sa carrière politique et s'oppose fermement à la réforme parlementaire et à l'émancipation catholique romaine.
En 1809, il est nommé doyen des Arches, est admis au Conseil privé et devient juge à la Cour de prérogative de Canterbury. À ce titre, il décide le cas très cité de White v Driver. En 1833, il est nommé juge à la Haute Cour d'amirauté et occupe ce poste jusqu'à sa mort en 1838. Il démissionne de ses fonctions de doyen d'Arches et à la Cour de prérogative après avoir été nommé vicaire général de l'archevêque de la cour de Canterbury en 1834. Pour son travail pendant les guerres napoléoniennes, en tant que membre du mouvement bénévole, il reçoit le grade de lieutenant-colonel.
Il est membre de la Royal Society et de la Society of Antiquaries. Un monument à Sir John Nicholl est dans la chapelle Dyfrig de la cathédrale de Llandaff.

## Vie privée
Bien qu'il ait passé une grande partie de son temps à Londres, en raison de ses fonctions parlementaires et judiciaires, il continue de favoriser et de soutenir les liens avec son pays d'origine, le Pays de Galles. En 1787, il épouse Judy Birt, la plus jeune fille de Peter Birt du château de Wenvoe (en), et passe son temps au cours de sa carrière politique entre sa maison de ville de Londres et Tondu House au sud du Pays de Galles.
Nicholl et Judy ont un fils et trois filles. Le fils unique de Nicholl, John Iltyd Nicholl (en), suit plus tard la carrière politique de son père, devenant député de Cardiff.

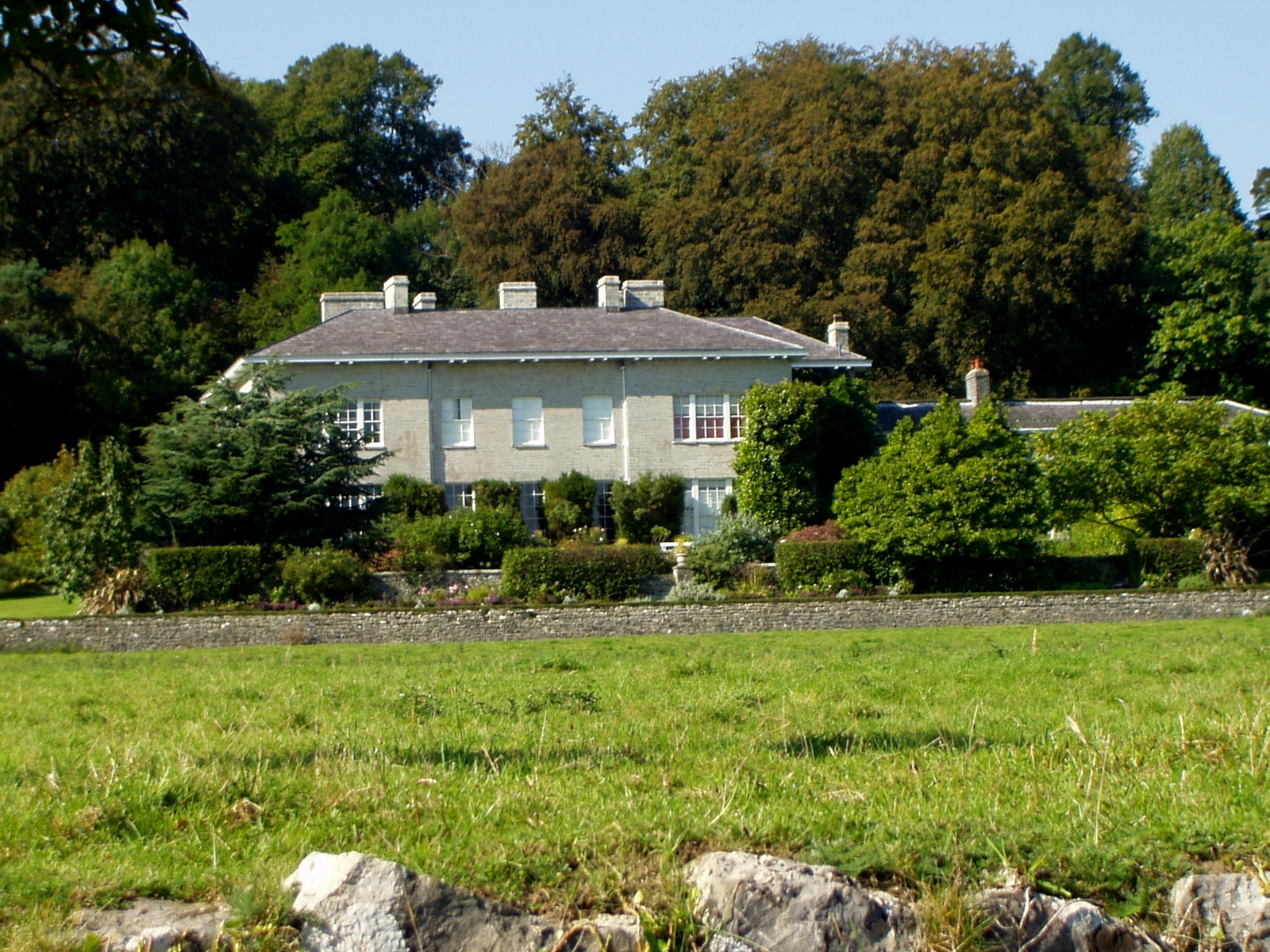
Merthyr Mawr House

Nicholl acquiert plusieurs domaines tout au long de sa vie, principalement par héritage. Il acquiert un intérêt dans la propriété de Llantwit Major de son parrain, le révérend John Nicholl en 1770 et quand Edward Powell est décédé en 1771, il laisse également des propriétés à Nicholl dans cinq paroisses locales, dont Tondu House. Mais cela, lorsque Nicholl vient à construire sa propre maison familiale, il choisit le quartier de Merthyr Mawr. À la mort de Charles Bowen en 1797, Nicholl est un des fiduciaires nommés pour effectuer le testament. Bowen possède de grandes propriétés à Merthyr Mawr, mais elles sont lourdement hypothéquées et il y a des dettes et des legs supplémentaires à honorer. Nicholl en profite pour acheter une partie du domaine, pour 18 000 £.
Nicholl initie des plans pour construire une maison de campagne sur le domaine en 1806, démolissant l'ancienne résidence, un manoir du 16e siècle de la famille Stradling et embauchant l'architecte Henry Wood pour construire la maison Merthyr Mawr. Wood et Nicholl se séparent en 1808, mais Nicholl poursuit ses plans et emménage dans le bâtiment incomplet en 1809. Lorsque le manoir est achevé, il est remarquable pour sa bibliothèque, qui contiendrait 30 000 volumes.